# Litharium oceanida
Litharium oceanida is een slakkensoort uit de familie van de Triphoridae. De wetenschappelijke naam van de soort is voor het eerst geldig gepubliceerd in 1924 door Dall.